# Championnat d'Uruguay de football 1973
Navigation
Édition précédente Édition suivante
La 71e édition du championnat d'Uruguay de football est remportée par le Club Atlético Peñarol. C’est le trente et unième titre de champion du club. Ce titre met fin à une série de quatre titres consécutif remportée par le grand rival du club, le Nacional. Le Peñarol l’emporte avec six points d’avance sur le Club Nacional de Football. Danubio Fútbol Club complète le podium.
Le Central Español Fútbol Club est relégué en deuxième division et remplacé pour la saison 1974 par le Centro Atlético Fénix.
Tous les clubs participant au championnat sont basés dans l’agglomération de Montevideo. 
L’uruguayen Fernando Morena (Peñarol) termine avec  23 buts meilleur buteur du championnat première fois.

## Les clubs de l'édition 1973
| \| Montevideo: · Bella Vista · Club Atlético Cerro · Nacional · Peñarol · Club Atlético Progreso · Defensor · Liverpool · River Plate · Huracán Buceo · Danubio Fútbol Club · Central · Rentistas · Wanderers Montevideo \| Localisation des clubs engagés dans le championnat. |
| Montevideo: · Bella Vista · Club Atlético Cerro · Nacional · Peñarol · Club Atlético Progreso · Defensor · Liverpool · River Plate · Huracán Buceo · Danubio Fútbol Club · Central · Rentistas · Wanderers Montevideo                                                           |

| Club                                  | Stade                       | Capacité | Ville      |
| ------------------------------------- | --------------------------- | -------- | ---------- |
| Club Atlético Bella Vista             | Parque José Nasazzi         | -        | Montevideo |
| Club Atlético Cerro                   | Estadio Luis Tróccoli       | -        | Montevideo |
| Central Español Fútbol Club           | -                           | -        | Montevideo |
| Danubio Fútbol Club                   | Jardines Del Hipódromo      | -        | Montevideo |
| Defensor Sporting Club                | Estadio Luis Franzini       | -        | Montevideo |
| Club Social y Deportivo Huracán Buceo | Parque Huracán              | -        | Montevideo |
| Liverpool Fútbol Club                 | -                           | -        | Montevideo |
| Club Nacional de Football             | Estadio Gran Parque Central | -        | Montevideo |
| Club Atlético Peñarol                 | Estadio Centenario          | -        | Montevideo |
| Club Atlético Rentistas               | Complejo Rentistas          | -        | Montevideo |
| Club Atlético River Plate             | -                           | -        | Montevideo |
| Montevideo Wanderers Fútbol Club      | Estadio Viera               | -        | Montevideo |

## Compétition

### Classement

#### Premier tour
Le classement est établi sur le barème de points suivant : victoire à 2 points, match nul à 1, défaite à 0.
| Rang | Équipe                                | Pts | J  | G  | N  | P  | Bp | Bc | Diff |
| ---- | ------------------------------------- | --- | -- | -- | -- | -- | -- | -- | ---- |
| 1    | Club Atlético Peñarol                 | 35  | 22 | 14 | 7  | 1  | 38 | 16 | +22  |
| 2    | Club Nacional de Football T           | 29  | 22 | 9  | 11 | 2  | 29 | 19 | +10  |
| 3    | Danubio Fútbol Club                   | 28  | 22 | 10 | 8  | 4  | 26 | 15 | +11  |
| 4    | Defensor Sporting Club                | 25  | 22 | 10 | 5  | 7  | 33 | 28 | +5   |
| 5    | Club Atlético Rentistas               | 24  | 22 | 7  | 10 | 5  | 21 | 18 | +3   |
| 6    | Liverpool Fútbol Club                 | 23  | 22 | 8  | 7  | 7  | 28 | 21 | +7   |
| 7    | Club Atlético Cerro                   | 23  | 22 | 8  | 7  | 7  | 24 | 24 | 0    |
| 8    | Montevideo Wanderers Fútbol Club P    | 21  | 22 | 4  | 13 | 5  | 16 | 15 | +1   |
| 9    | Club Atlético River Plate             | 21  | 22 | 5  | 11 | 6  | 17 | 20 | -3   |
| 10   | Club Social y Deportivo Huracán Buceo | 16  | 22 | 3  | 10 | 9  | 22 | 29 | -7   |
| 11   | Central Español Fútbol Club           | 14  | 22 | 6  | 2  | 14 | 18 | 38 | -20  |
| 12   | Club Atlético Bella Vista             | 5   | 22 | 1  | 3  | 18 | 10 | 39 | -29  |

| Légende : Qualifications et relégations | Légende : Qualifications et relégations                            |
| --------------------------------------- | ------------------------------------------------------------------ |
|                                         | Champion d'Uruguay et qualification pour la Copa Libertadores 1974 |
|                                         | Vice-champion et qualification pour la Copa Libertadores 1974      |
|                                         | Relégué en deuxième division                                       |
|                                         | T : Tenant du titre P : Promus                                     |

## Bilan de la saison
| Championnat d'Uruguay de football 1973 |                                   |
| Champion                               | Club Atlético Peñarol (30e titre) |
| Qualifications continentales           |                                   |
| Copa Libertadores 1974                 | Club Atlético Peñarol             |
| Copa Libertadores 1974                 | Club Nacional de Football         |
| Promotions et relégations              |                                   |
| Promus en Primera División             | Centro Atlético Fénix             |
| Relégués en Intermedia                 | Central Español Fútbol Club       |

## Statistiques

### Meilleur buteur
- Fernando Morena  (Peñarol) 23 buts.